# 基本养老保险
基本養老保險是中華人民共和國官方經營的養老保險，其經費歸於社會保障基金下的社會保險基金項管轄投資運用。與醫療保險、失業保險、工傷保險和生育保險，加上住房公积金，並稱五险一金。中国从1984年开始建立城镇企业职工养老金制度，當時實行企业（单位）养老制。1991年國務院頒布《国务院关于企业职工养老保险制度改革的决定》，提出要讓国家、企业、个人三方共同负担養老金。1993年7月2日，中華人民共和國勞動部頒布《企业职工养老保险基金管理规定》，表示養老基金可以购买国库券以及国家银行发行的债券或者委托国家银行、国家信托投资公司放款。1994年，财政部和劳动部颁发的《关于加强企业职工社会保险基金投资管理的暂行规定》，禁止社保基金在中國境内外进行其他直接投资和各种形式的委托投资。1995年國務部頒布《国务院关于深化企业职工养老保险制度改革的通知》。1996年4月，国务院办公厅頒布《关于一些地区挤占挪用社会保险基金等问题的通报》，表示社保基金结余主要用于购买国家债券，不得用于其他任何形式的投资。1997年中國国务院出台《关于建立统一的企业职工基本养老保险制度的决定》，確立基本养老保险制度，養老金資金來自社会统筹与个人账户。1999年财政部、劳动和社会保障部颁发的《社会保险基金财务制度》，2005年国务院颁布的《社会保险费征缴暂行条例》。2022年1月1日起，企业职工基本养老保险全国统筹，全国范围内资金互济余缺。2023年5月21日，国务院办公厅印发《关于推进基本养老服务体系建设的意见》，表示到2025年，基本养老服务制度要体系基本健全，基本养老服务体系覆盖全体老年人。

## 分類
基本上年滿16歲非在校生就可以開始參保繳納，國營養老保險依據對象不同而分類：
- 新型农村社会养老保险 - 農民群體參與
- 城镇居民社会养老保险 - 城市居民群體參與
- 城镇职工养老保险 - 城市中有工作就業群體參與
- 事业单位职工养老保险 - 國營企業員工群體參與
- 公务员养老保险 - 國家公務員群體參與

2014年2月國務院決定將新型农村和城镇居民兩類合併為「城鄉居民養老保險」一類，以配合十二五規劃中的城鎮化進程。

### 雙軌制改革
最初中国的养老保险制度规定机关、事业单位工作人员的个人不缴纳任何保险费，而企业人员则需要由单位和职工本人按工资的一定比例缴纳。這就是中國養老金双轨制。根據中国社会科学院2013年初发布的《社会保障绿皮书》和《中国社会保障收入再分配状况调查》显示，在被调查者中，75.4%的企業职工养老金不高于2000元，92.3%的机关事业单位退休人员养老金高于4000元。這意味著机关、事业单位工作人员在退休后享受的待遇远优于企业职工在退休后享受的退休待遇。
2014年12月國務院決定將城镇职工和國營事業、公务员也融合一類，以避免長期以來公家退休福利明顯高於民間職工現象。2015年1月14日，国务院印发《关于机关事业单位工作人员养老保险制度改革的决定》，表示該决定已自2014年10月1日起實施，机关（公務員）事业单位工作人员基本养老保险费由单位和个人共同负担。这意味着养老金双轨制正式废除。

## 財源
養老保險除依法的個人繳納金額和企業單位繳納金額一定比例外，政府财政继续托底承担城乡居民基础性养老金的國庫补充职能，中央财政按基础养老金标准，对中西部地区给予全额补助，对东部地区给予50%的补助。
無工作的個人繳納金額以2014年整併的城鄉居民養老保險為準，標準目前設為每年（人民幣）100元、200元、300元、400元、500元、600元、700元、800元、900元、1000元、1500元、2000元12個檔次，省區、市人民政府可以根據實際情況增設繳費檔次，最高繳費檔次標準原則上不超過當地靈活就業人員參加職工基本養老保險的年繳費額。參保人自主選擇檔次繳費，多繳多得。而若是處在條件的村集體經濟組織還能對參保人繳費給予補助，補助標準由村民委員會召開村民會議確定，公益慈善組織也能補助個人繳納，按期直接轉帳進入被幫助人的養老保險賬下，但是資助金額不超過當地設定的最高繳費檔次標準。對重度殘疾人等繳費困難群體，地方人民政府為其代繳部分或全部最低標準的養老保險費。
有就業的公私立企業員工的個人繳納金則依各領域相關規定而不定，公私立企業還有企業雇主必須分擔的金額，通常是企業繳工資的8%。根据国务院2005年12月3日发布的《国务院关于完善企业职工基本养老保险制度的决定》文件，个人账户统一由本人缴费工资的8%。
公務員和國營事業員工則免繳個人繳納金，其概念是這些人的薪水本就由國庫支出，個人繳納金已經在財政規劃中預扣，不必支付後再回繳，多此一舉。但2014年後的併軌改革決定，公務員和國營事業將比照職工養老制開始採用繳費帳戶和政府補帖模式。

## 虧空問題
2012年12月18日，中国社科院世界社保中心发布报告显示，2011年全国城镇职工养老金中收支缺口达767亿元人民币，收不抵支省份有14个。此外截至當年，養老金支出當中政府補貼不到10%，有些國家要達到30%~40%。而到了2020年，全国社会保险基金收支缺口达6219.17亿元。2022年年1月开始，中國实施养老保险全国统筹，在全国范围内对地区间养老保险基金当期余缺进行调剂。

## 領取給付
城鄉居民養老保險領取分為兩區塊相加每月領取，年滿60周歲、累計繳費滿15年者可以開始請領
- 基礎養老金：由中央確定基礎養老金最低標準，建立正常調整機制，根據經濟發展和物價變動等情況，適時調整全國基礎養老金最低標準。所有有養老保險都能基礎領到不低於此一數額的養老金，即使是參與繳納最低額者亦同。
- 個人賬戶養老金：個人賬戶養老金的月計發標準，目前為個人賬戶全部儲存額除以139，為每月發放金額，所以一生之中多繳納者最後可以多得。

城镇职工養老金領取則略有不同，資格則是達退休年限，累計繳費滿15年者可以開始領取：
- 基础养老金：退休后上一年度社会平均工资的20%；[19]
- 个人账户养老金：退休时个人账户累计余额除以120。

公務員和國營企業則是按退休前的級職和工作時間來領取，工作年限满35年的按90%薪水计发；工作年限满30年不满35年的，按85%计发，工作年限满20年不满30年的，按80%计发。

### 改革後給付
2014年10月作為分界點，之後退休的人採取新辦法，公務員和國營企業退休養老併軌城镇职工，一視同仁單一辦法。
- 基础养老金：當地平均工資的數額加上政府略作調整後的公告數字。
- 个人账户养老金：個人賬戶全部儲存額除以240，為每月法定額。

兩者相加後除以二，再以繳費年數一年加1%，例如繳費20年便加值20%，為最終月領金額。

## 统计数据

### 参保人数
| 时间     | 参加城镇职工基本养老保险人数/万 | 参加城乡居民基本养老保险人数/万 | 参加基本养老保险人数/万 | 来源          |
| -------- | ------------------------------- | ------------------------------- | ----------------------- | ------------- |
| 2021年末 | 48074                           | 54797                           | 102871                  | [ 20 ] [ 21 ] |
| 2022年末 | 50355                           | 54952                           | 105307                  | [ 22 ] [ 23 ] |
| 2023年末 | 52121                           | 54522                           | 106643                  | [ 24 ] [ 25 ] |

### 收支结余
|        | 收入     | 收入     | 收入         | 支出     | 支出     | 支出         | 结余     | 结余     | 结余         | 来源          |
| 时间   | 城镇职工 | 城乡居民 | 基本养老保险 | 城镇职工 | 城乡居民 | 基本养老保险 | 城镇职工 | 城乡居民 | 基本养老保险 |               |
| ------ | -------- | -------- | ------------ | -------- | -------- | ------------ | -------- | -------- | ------------ | ------------- |
| 2021年 | 60455    | 5339     | 65793        | 56481    | 3715     | 60197        | 52574    | 11396    | 63970        | [ 20 ] [ 21 ] |
| 2022年 | 44402    | 5609     | 68933        | 59035    | 4044     | 63079        | 56890    | 12962    | 69851        | [ 22 ] [ 23 ] |
| 2023年 | 70506    | 6185     | 76691        | 63757    | 4613     | 68369        | 63639    | 14534    | 78173        | [ 24 ] [ 25 ] |